# Louella Parsons
Louella Parsons (nacida Louella Rose Oettinger; Freeport, Illinois, Estados Unidos; 6 de agosto de 1881-Santa Mónica, California, Estados Unidos; 9 de diciembre de 1972) fue la primera columnista de espectáculos estadounidense, quien por muchos años fue la árbitra y la influencia de las costumbres de Hollywood, muchas veces temida y odiada por las personas, especialmente los actores, cuyas carreras ella podía afectar negativamente a través de su programa de radio y columnas periodísticas.

## Primeros años
Nacida como Louella Rose Oettinger en Freeport, Illinois,  hija de Joshua Oettinger y Helen Stein, ambos judíos. Tuvo dos hermanos, Edwin y Fred y una hermana, Rae. En 1890, su madre, viuda, contrajo matrimonio con John H. Edwards. Ellos vivieron en Dixon (Illinois), más tarde ciudad natal de Ronald Reagan. Mientras estaba en la escuela secundaria Parsons obtuvo su primer trabajo en un periódico como editora de drama para el Dixon Morning Star.
Ella y su primer esposo, John Parsons se mudaron a Burlington (Iowa). Su única hija Harriet quien al crecer se convirtió en productora fílmica nació ahí. En Burlington fue que Parsons vio su primera película de cine llamada The Great Train Robbery  filme de 1903.
Cuando su matrimonio finalizó Parsons se mudó a Chicago, donde comenzó a escribir guiones para películas para Essanay Studios, una vez casa de Charlie Chaplin. Su pequeña hija, Harriet, fue presentada como "Baby Parsons" en varias películas, que incluyen La varita mágica (película de 1912), escrita por Louella Parsons. También escribió un libro titulado How to Write for the Movies.

## Carrera
En 1924 Parsons comienza a escribir la primera columna de chismes en los Estados Unidos para el Chicago Record Herald. William Randolph Hearst compró el periódico en 1918 y Parsons fue despedida de su empleo ya que Hearst no había descubierto todavía que las películas y las personalidades de las mismas eran noticia. Parsons se mudó a Nueva York y comenzó a trabajar para el New York Morning Telegraph escribiendo una columna similar, la cual atrajo la atención de Hearst en 1922, luego de una negociación sagaz por ambas partes ella firmó un contrato y se unió al periódico de Hearst  New York American.
En 1925 Parsons contrajo tuberculosis y le dijeron que le quedaban seis meses de vida. Ella se mudó a Arizona por el clima seco y luego a Los Ángeles, California, donde decidió permanecer; con la enfermedad en remisión regresó a trabajar convirtiéndose en una columnista sindicada de Hollywood para Hearst. Mientras ella y el magnate de las publicaciones desarrollaron una relación fuerte como el acero, su columna en Los Angeles Examiner llegó a aparecer en más de seiscientos periódicos de todo el mundo, con un público de más de veinte millones de lectores y Parsons se convirtió gradualmente en una de las voces más poderosas en la industria del cine con su asignación diaria de chismes. De acuerdo a la amante y protegida de Hearst, Marion Davies en sus memorias publicadas póstumamente The Times We Had, Parsons alentó a sus lectores a “darle una oportunidad a esta chica” mientras que la mayoría de críticos despreciaban a Davies, basado en esto Hearst contrató a Parsons.
Iniciado 1928, ella conducía un programa semanal de radio con entrevistas a estrellas cinematográficas patrocinado por SunKist. Un programa similar fue patrocinado en 1931 por Charis Foundation Garment. En 1934 ella firmó contrato con  Campbell Soup Company y comenzó a presentar un programa titulado Hollywood Hotel que mostraba a las estrellas en las escenas de sus próximas películas.
Parsons fue especialmente conocida por su asombrosa habilidad de sacar antes que sus competidores las más jugosas exclusivas y conocer muchos de los secretos de las celebridades. Fue asociada a varias empresas de Hearst por el resto de su carrera. Parsons se vio como el árbitro social y moral de Hollywood. Sus juicios fueron considerados la última palabra en muchos casos, y su desfavor era temido por muchos más que la de los críticos de cine. Su formidable poder permaneció intacto hasta 1937, cuando Hedda Hopper, una actriz de carácter desde los tiempos del cine mudo, con quien Parsons había sido amable y de vez en cuando mencionaba en su columna, y que había devuelto el favor al darle información de los demás, fue contratada para ser columnista de chismes de uno de los periódicos rivales de Hearst. Parsons y Hopper luego se convirtieron en rivales.
Parsons también realizó numerosas apariciones interpretándose a sí misma en películas como Hollywood Hotel (1937), Without Reservations  (1946) y Starlift (1951).
En 1941 escribió sus memorias, The Gay Illiterate publicado por Doubleday, Doran and Company; fueron un superventas a las que siguió otro volumen en 1961 Tell It To Louella, publicado por G.P. Putnam's Sons.

## Vida personal
Parsons se casó tres veces, primero con el agente de bienes raíces Dement John Parsons, con quien se casó en 1905 y se divorciaron en 1914. Se casó con su segundo esposo, John McCaffrey, Jr. en 1915. La pareja más tarde se divorció y Parsons contrajo matrimonio con el cirujano Henry W. Martin (a quien llamó "Docky") en 1926. Permanecieron casados hasta la muerte de Martin en 1964.

## Últimos años y muerte
Para los años 1960 la influencia de Parsons se había desvanecido. Ella oficialmente dejó de escribir su columna en diciembre de 1965, que fue tomada por su asistente, Dorothy Manners, quien decía que había estado escribiéndola durante más de un año.
Después de su retiro, Parsons vivió en un hogar de ancianos donde murió de arteriosclerosis el 9 de diciembre de 1972, a los 91 años. Como conversa al catolicismo, se ofició una misa en su funeral a la cual asistieron unas pocas personas de la industria del cine, con quien había mantenido amistad genuina. Fue enterrada en el cementerio de Holy Cross en Culver City, California.
Louella Parsons tiene dos estrellas en el paseo de la fama de Hollywood en Hollywood,  California, una por cinematografía en 6418 Hollywood Boulevard y otra por radio en 6300 Hollywood Boulevard.

## Escuchar
- Louella Parsons at 1958 Masquers Club testimonial dinner for Judy Garland

## Otras lecturas
- Barbas, Samantha (2005). The First Lady of Hollywood: A Biography of Louella Parsons. University of California Press. ISBN 0-5202-4213-0.